# Жар-птица (фильм)
«Жар-птица» (англ. Firebird) — дебютный полнометражный фильм эстонского режиссёра Пеэтера Ребане 2021 года. Снят по мотивам романа Сергея Фетисова «Роман о Романе», опубликованного в 1996 году под псевдонимом Сергей Нежный.
Картина была показана на 43-м Московском международном кинофестивале в рамках программы «Русский след».
Фильм вызвал различные споры в российских СМИ.

## Сюжет
Действие происходит в 1980-х годах в разгар Холодной войны. Сергей Серебренников, молодой рядовой, считает дни до окончания военной службы в Эстонии. В советскую военную часть прибывает лётчик-истребитель, лейтенант Роман Матвеев. Между двумя мужчинами возникает особая связь. Военные начинают встречаться, однако вынуждены скрывать свои отношения, чтобы защитить себя от уголовной ответственности за мужеложство. Ситуация усугубляется после рапорта, где сообщена информация об отношениях Матвеева с мужчиной. Летчик отрицает это, уверяя, что данная информация не более, чем слухи, но дальше встречаться с Сергеем становится проблематично и опасно.
После попытки Романа разорвать отношения Сергей исполняет свою давнюю мечту — убывает из военной части и поступает в театральное училище в Москве. Спустя год к нему приезжает Луиза и приглашает Сергея на свою свадьбу с Матвеевым. Серебренников присутствует на свадьбе и понимает, что Луиза действительно влюблена в своего мужа. А от Матвеева узнает, что брак вынужденный по причине беременности девушки.
У Романа растет сын Серёжа, а Луиза начинает подозревать чувства мужа к Серебренникову. Матвеев приезжает в Москву и предлагает Сергею поехать с ним отдыхать в Сочи, а затем жить в Москве. В Сочи они проводят вместе время, а в Москве снимают квартиру и приглашают в неё бывших сослуживцев на новогоднюю вечеринку. Володя, приятель Сергея, застаёт их за поцелуем. Выясняется, что именно он написал рапорт на Романа.
В канун Нового года к Роману и Сергею приезжает Луиза с сыном Серёжей. Они вместе за праздничным столом отмечают наступление Нового года. На следующее утро Сергей уезжает и оставляет записку на столе, где признаётся в привязанности к Роману, которую первой прочитывает Луиза. Она собирает вещи, забирает сына Сёрежу и покидает Москву.
Спустя месяц Сергей узнаёт о письме Романа, в котором тот просит ему позвонить и поговорить. Но на звонок отвечает полковник Кузнецов и говорит, что после Нового года Роман уехал в Афганистан сопровождать конвои от границы до лагеря и в результате погиб.
В том же письме Роман рассуждает о любви Сергея к нему:
Говорить и делать, мечтать и жить — это не одно и то же, Сергей. В то время, как ты получишь это письмо, я уже уеду в Афганистан. Три дня, которые Кузнецов дал мне на размышление, подходят к концу. Но о чём тут думать? Я не могу выбирать из страха причинить боль тем, кого люблю. Я больше не могу разделять себя и принадлежать всем одновременно.
Серебренников приезжает в квартиру к Луизе и Серёже. Он забирает фотографии, сделанные на службе, и дарит сыну Серёже игрушечный истребитель, ранее подаренный ему Романом на память.

## В ролях
| Актёр           | Роль                      |
| --------------- | ------------------------- |
| Том Прайор      | Сергей Серебренников      |
| Олег Загородний | Роман Матвеев             |
| Диана Пожарская | Луиза                     |
| Николас Вудсон  | Полковник Кузнецов        |
| Каспар Вельберг | Пилот Селенов             |
| Джейк Хендерсон | Володя, сослуживец Сергея |
| Бритта Вахур    | Катя                      |